# Svenska basketligan 2009/2010
Svenska basketligan 2009/2010  omfattade 40 omgångar i grundserien. Efter slutspelet stod Norrköping Dolphins som svenska mästare. 

## Grundserien
| Plats | Lag                       | Spelade | Vinster | Förluster | +/-       | Poäng |
| ----- | ------------------------- | ------- | ------- | --------- | --------- | ----- |
| 1     | Norrköping Dolphins       | 40      | 34      | 6         | 3648-3199 | 68    |
| 2     | Plannja Basket            | 40      | 31      | 9         | 3390-2948 | 62    |
| 3     | Sundsvall Dragons         | 40      | 28      | 12        | 3261-3123 | 56    |
| 4     | Solna Vikings             | 40      | 24      | 16        | 3200-3085 | 48    |
| 5     | Södertälje Kings          | 40      | 20      | 20        | 3214-3074 | 40    |
| 6     | Uppsala Basket            | 40      | 18      | 22        | 3120-3163 | 36    |
| 7     | Gothia Basket             | 40      | 17      | 23        | 3153-3234 | 34    |
| 8     | Borås Basket              | 40      | 15      | 25        | 3129-3312 | 30    |
| 9     | 08 Stockholm Human Rights | 40      | 14      | 26        | 3000-3187 | 28    |
| 10    | ecoÖrebro                 | 40      | 12      | 28        | 2949-3242 | 24    |
| 11    | Jämtland Basket           | 40      | 7       | 33        | 2711-3208 | 14    |

## SM-slutspel
Lag 1-8 i grundserien gick till SM-slutspel, som spelades 22 mars - 1 maj  2010. 

### Kvartsfinaler
| Datum                                      | Match               | Resultat |
| ------------------------------------------ | ------------------- | -------- |
| Norrköping Dolphins - Borås Basket (3 - 0) |                     |          |
| 22 mars 2010                               | Norrköping - Borås  | 94 - 80  |
| 28 mars 2010                               | Borås - Norrköping  | 50 - 90  |
| 30 mars 2010                               | Norrköping - Borås  | 76 - 67  |
| Solna Vikings - Södertälje Kings (3 - 1)   |                     |          |
| 23 mars 2010                               | Solna - Södertälje  | 60 - 77  |
| 26 mars 2010                               | Södertälje - Solna  | 78 - 97  |
| 28 mars 2010                               | Solna - Södertälje  | 78 - 73  |
| 30 mars 2010                               | Södertälje - Solna  | 61 - 78  |
| Plannja Basket - Uppsala Basket (3 - 1)    |                     |          |
| 23 mars 2010                               | Plannja - Gothia    | 91 - 75  |
| 25 mars 2010                               | Gothia - Plannja    | 69 - 85  |
| 29 mars 2010                               | Plannja - Gothia    | 102 - 84 |
| Sundsvall Dragons - Uppsala Basket (1 - 3) |                     |          |
| 23 mars 2010                               | Sundsvall - Uppsala | 83 - 79  |
| 25 mars 2010                               | Uppsala - Sundsvall | 82 - 61  |
| 29 mars 2010                               | Sundsvall - Uppsala | 67 - 75  |
| 31 mars 2010                               | Uppsala - Sundsvall | 80 - 66  |

### Semifinaler
| Datum                                       | Match              | Resultat |
| ------------------------------------------- | ------------------ | -------- |
| Norrköping Dolphins - Solna Vikings (3 - 2) |                    |          |
| 6 april 2010                                | Norrköping - Solna | 86 - 62  |
| 11 april 2010                               | Solna - Norrköping | 85 - 76  |
| 13 april 2010                               | Norrköping - Solna | 105 - 72 |
| 16 april 2010                               | Solna - Norrköping | 90 - 84  |
| 20 april 2010                               | Norrköping - Solna | 111 - 83 |
| Plannja Basket - Uppsala Basket (3 - 1)     |                    |          |
| 6 april 2010                                | Plannja - Uppsala  | 88 - 72  |
| 9 april 2010                                | Uppsala - Plannja  | 78 - 72  |
| 13 april 2010                               | Plannja - Uppsala  | 77 - 66  |
| 16 april 2010                               | Uppsala - Plannja  | 74 - 81  |

### Finaler
| Datum                                        | Match                | Resultat |
| -------------------------------------------- | -------------------- | -------- |
| Norrköping Dolphins - Plannja Basket (4 - 1) |                      |          |
| 23 april 2010                                | Norrköping - Plannja | 104 - 95 |
| 25 april 2010                                | Plannja - Norrköping | 85 - 77  |
| 27 april 2010                                | Plannja - Norrköping | 81 - 86  |
| 29 april 2010                                | Norrköping - Plannja | 101 - 79 |
| 1 maj 2010                                   | Norrköping - Plannja | 97 - 83  |